# イナルチュク
イナルチュク（Inalchuq もしくは Inalchuk、? - 1219年）は、13世紀初頭のホラズム・シャー朝でオトラルの長官を務めた軍人。モンゴル帝国のホラズム・シャー朝征服と関連の深い人物として知られる。
テュルク系カンクリ族出身で、王朝の第6代スルターン・アラーウッディーン・テキシュの妃テルケン・ハトゥンの親族であり、第7代スルターン・アラーウッディーン・ムハンマドの叔父にあたる。名前は「小さなイナル（Inal）」を意味し、ガイル・ハーンの称号を有していた。
1218年に、450人あまりのムスリムから成るモンゴルの隊商がオトラルを訪れ、その中にはチンギス・カンが派遣した外交使節が含まれていた。その際にイナルチュクは隊商にスパイの容疑をかけ、彼らを逮捕した。スルターン・ムハンマドの承認を得たイナルチュクは隊商を虐殺し、その積荷をブハラで売り捌いた。隊商の中でかろうじて虐殺を逃れた者はチンギス・カンの元に戻って事態を報告し、チンギス・カンはムハンマドにイナルチュクの処罰を要求した。ムハンマドはモンゴルから派遣された使者を斬首し、同行していた二人の従者の鬚を切り落として追放したためにチンギス・カンの敵意を煽った。
イナルチュクが隊商を逮捕した真意については意見が分かれている。実際にモンゴルのスパイであったとする説の他、隊商の中でイナルチュクと面識のあった1人が彼を称号のガイル・ハーンではなく本名で呼び捨てにしたためイナルチュクの不快感を煽った、あるいは隊商が所有していた財貨を奪うために濡れ衣を被せたという説が知られている。
1219年にモンゴル帝国の軍はイナルチュクが統治するオトラルを5か月間にわたって包囲し、オトラルの城壁は破壊された。イナルチュクはオトラルの内城の周囲に防壁を建設して籠城し、モンゴル軍はイナルチュクを生け捕りにするためにさらに1か月の期間を要した。モンゴル兵に追い詰められたイナルチュクは城砦の上から煉瓦を落としてモンゴル軍に抵抗するが、周囲に残った2人の護衛も倒れ、イナルチュクはモンゴル軍に生け捕られた。サマルカンドに連行されチンギス・カンの前に引き出されたイナルチュクは、虐殺の報復として両目と両耳に溶かされた銀を流し込まれて殺されたと伝えられているが、現在ではイナルチュクの最期を伝えた逸話の信憑性は疑問視されている。

## 関連文献
- 加藤九祚『中央アジア歴史群像』（岩波新書, 岩波書店, 1995年11月）、pp.72-85